# The 5.6.7.8’s
The 5.6.7.8's sind eine japanische Rockband, die 1986 gegründet wurde.

## Geschichte
Gegründet wurde die Band von den Schwestern Ronnie Yoshiko Fujiyama (Gesang, Gitarre) und Sachiko Fujii (Schlagzeug).
Zur Erstbesetzung gehörten des Weiteren Rico (Gitarre) und Yoshie (Bass), die allerdings noch vor ersten Plattenaufnahmen ausstieg und durch Mikako (Bass) ersetzt wurde. Mikako und Rico stiegen 1990 aus, um eine eigene Band zu gründen, und wurden durch Eddie (Gitarre) sowie Saki Omo (Bass) ersetzt. Nach Eddies Ausstieg schrumpfte die Formation 1992 zum Trio. 1996 wurde Saki Omo durch Yama (Bass, Gesang) ersetzt, allerdings war Omo teilweise bei einigen Liveauftritten im Jahr 2003 wieder dabei.
Beeinflusst vom klassischen Rock ’n’ Roll, Rockabilly, Surfsound, 60s-Trash, Punk sowie Psychobilly schufen sich The 5.6.7.8's, ähnlich wie The Cramps, ihren eigenen musikalischen Kosmos aus Teenage Drama und B-Movies, was sich in Titeln wie I Was a Teenage Cave Woman, Motor Cycle Go-Go-Go oder My Boyfriend from Outer Space niederschlägt. Der Name der Gruppe bezieht sich darauf, dass die Band sich das Beste aus den 1950ern, 1960ern, 1970ern und 1980ern in ihre Musik einverleibte. Dabei offenbart die Gruppe ein deutliches Faible für die 50er und 60er, was sich im entsprechenden Retro-Look niederschlägt.
The 5.6.7.8's erweisen sich als klassische Single-Band. Alben der Gruppe erscheinen eher selten. Größere Aufmerksamkeit im Westen erhielt die Gruppe erst, als Quentin Tarantino sie entdeckte und der Gruppe u. a. mit dem Titel Woo-Hoo (im Original von The Rock-A-Teens) in seinem Film Kill Bill einen Gastauftritt verschaffte.

## Diskografie
Alben
- 1988: Golden Hits Of The 5.6.7.8’s (Rerelease als CD 2003)
- 1991: The 5.6.7.8’s Can’t Help It! (Best Of 1988–1991)
- 1994: The 5.6.7.8’s
- 1995: Bomb The Twist (Mini-LP)
- 1997: Pin Heel Stomp (Mini-LP)
- 2002: Teenage Mojo Workout
- 2003: Bomb The Rocks – The Singles

EPs
- 1989: Mondo Girls A-Go-Go
- 1991: I Was A Teenage Cave Woman
- 1995: The Spell Stroll
- 1999: Come See Me
- 2002: Pretty Little Lilly Can Dance No More

Singles
- 1992: Ah-So
- 1993: Edie Is A Sweet Candy
- 1993: I Need A Man
- 1994: I Walk Like Jayne Mansfield
- 1996: Continental Hop
- 1996: Bomb The Twist
- 1997: The Barracuda
- 1998: Smilly Willy
- 2003: Rock’n’Roll Santa
- 2004: Woo-Hoo
- 2004: I’m Blue

Solosingle von Ronnie Fujiyama
- 1997: Coney Island